# Kaplica-pustelnia św. Rozalii w Barwałdzie Górnym
Kaplica-pustelnia św. Rozalii w Barwałdzie Górnym – zabytkowa drewniana pustelnia pochodząca prawdopodobnie z 1 połowy XVIII wieku.

## Historia
Drewniana kaplica o konstrukcji zrębowej powstała na przełomie XVIII i XIX wieku. Nakryta jest dachem dwuspadowym z sygnaturką. Od frontu znajduje się podcień wsparty na słupach. Tworzą ją dwie kaplice św. Rozalii i św. Marii Magdaleny oraz cela-pustelnia. 

## Wyposażenie wnętrza
Wewnątrz znajdują się: barokowy ołtarz Matki Boskiej i św. Rozalii, dwa barokowe płótna z 1747 roku przedstawiające Boże Narodzenie i Pokłon Trzech Króli. Z XIX wieku pochodzą obrazy wotywne związane z Misteriami pasyjnymi zawieszane przez pątników pielgrzymujących do sanktuarium w Kalwarii Zebrzydowskiej. W Pustelni mieszkali pustelnicy m.in. brat Stanisław Saniewski, Zofia Owsianka.